# Електричний удар
Електричний удар — збудження живих тканин організму електричним струмом, що супроводжується судомним скороченням м'язів. Такий удар може призвести до порушення і навіть повного припинення роботи легенів та серця. При цьому зовнішніх місцевих ушкоджень, тобто електричних травм, людина може і не мати.
Ступінь негативного впливу на організм електричних ударів різний. Найслабший електричний удар викликає ледь відчутні скорочення м'язів поблизу місця входу або виходу струму. Може порушитись і навіть припинитися діяльність легенів та серця, тобто призвести до загибелі організму.

## Ступені
I - судомні ледь відчутні скорочення м'язів;
   II - судомні скорочення м'язів, що супроводжуються сильним, ледь терпимим болем без втрати свідомості;
  III - судомні скорочення м'язів з втратою свідомості, але зі збереженим дихання і роботи серця; 
   IV - втрата свідомості і порушення роботи серця і (або) дихання;
   V - клінічна смерть (відсутність дихання і кровообігу).
    При електроударах IV і V ступенів необхідна первинна реанімація, яка полягає (в загальному випадку) в непрямому масажі серця і в штучному диханні. У разі клінічної смерті робота серця і дихання повинна бути відновлена протягом не більше п'яти хвилин. В іншому випадку настане біологічна смерть. Не дивлячись на це, треба виконувати первинну реанімацію до прибуття лікаря, так як констатувати смерть має право лише він!